# Хуанъюань
Хуанъюа́нь (кит. упр. 湟源, пиньинь Huángyuán, буквально: «Исток реки Хуаншуй») — уезд городского округа Синин провинции Цинхай (КНР).

## История
Во времена империи Западная Хань в 121 году до н. э. после того, как генерал Хо Цюйбин разгромил западных кочевников и присоединил их земли к империи Хань, в этих местах был основан военный пост и создан уезд Линьцян (临羌县, «перед цянами»). Во времена империи Восточная Хань восточная часть уезда Линьцян была выделена в отдельный уезд Сиду (西都县). После распада империи Хань на три государства эти земли оказались в царстве Вэй в составе округа Сипин (西平郡).
В эпоху 16 варварских государств эти места переходили из рук в руки в результате войн между недолговечными государственными образованиями. Во времена империи Тан округ Сипин был преобразован в область Шаньчжоу (鄯州), и эти места оказались в составе уезда Шаньчэн (鄯城县). В результате мятежа Ань Лушаня границы империи остались беззащитными, и эти места были в 734 году захвачены тибетцами. После завершения гражданской войны и восстановления страны эти места в 851 году были вновь захвачены империей Тан.
После падения империи Тан эти места были снова захвачены тибетцами, но после образования империи Сун опять перешли под китайский контроль. В 1104 году область Шаньчжоу была переименована в область Синин (西宁州).
В 1227 году эти места были захвачены монголами. После падения монгольской империи Юань эти места перешли под контроль китайской империи Мин, и область Синин в 1373 году была преобразована в Сининский караул (西宁卫).
Во времена империи Цин после того, как был подавлен мятеж хошутов, Сининский караул был в 1724 году преобразован в Сининскую управу (西宁府), входящую в состав провинции Ганьсу. В этих местах в 1727 году был построен город Даньгэр (丹噶尔). Был образован Даньгэрский комиссариат (丹噶尔厅), подчинённый Сининской управе. После Синьхайской революции в Китае была проведена реформа структуры административного деления, и в 1913 году Сининская управа была расформирована, а Даньгэрский комиссариат был преобразован в уезд Хуанъюань.
После образования КНР уезд Хуанъюань был напрямую подчинён властям провинции Цинхай. В 1978 году уезд Хуанъюань вошёл в состав округа Хайдун (海东地区).
Постановлением Госсовета КНР от 5 декабря 1999 года уезды Хуанчжун и Хуанъюань были переведены из состава округа Хайдун под юрисдикцию Синина.

## Административное деление
Уезд Хуанъюань делится на 2 посёлка, 6 волостей и 1 национальную волость:
- Посёлок Чэнгуань (城关镇)
- Посёлок Дахуа (大华镇)
- Волость Дунся (东峡乡)
- Волость Хэпин (和平乡)
- Волость Бохан (波航乡)
- Волость Шэньчжун (申中乡)
- Волость Баянь (巴燕乡)
- Волость Сычжай (寺寨乡)
- Жиюэ-Тибетская национальная волость (日月藏族乡)

## Население (2000)
Согласно переписи 2000 года население 129 814 человек.
| Народ     | Численность | Доля    |
| --------- | ----------- | ------- |
| Ханьцы    | 111.704     | 86,05 % |
| Тибетцы   | 13.472      | 10,38 % |
| Хуэйцы    | 2.216       | 1,71 %  |
| Монголы   | 1.855       | 1,43 %  |
| Ту        | 413         | 0,32 %  |
| Салары    | 68          | 0,05 %  |
| Маньчжуры | 34          | 0,03 %  |
| Чжуаны    | 12          | 0,01 %  |
| Остальные | 40          | 0,03 %  |